# ناعسة الجندي
ناعسة الجندي ممثلة ومذيعة مصرية شاركت في إذاعة الكويت في اغلب مسيرتها الفنية وشاركت في برامج عدة مثل نافذة على التاريخ وبرنامج أخبار جهينة منذ عام 1973، قدمته مع أسامة المشيني لمدة ستة أشهر، ثم مع المذيع أحمد سالم القصاب في اذاعة الكويت. ومن أعمالها الفنية تمثيلية عاصفة في قلب صغير عام 1968 للمخرج الكويتي صلاح العوري ومسرحية خان الخليلي 1964.

## وفاتها
توفيت يوم السبت الموافق 19 يونيو 2021.